# Alan Curtis (director de orquesta)
Alan Curtis (Mason, Míchigan, 17 de noviembre de 1934-Florencia, 15 de julio de 2015) fue un clavecinista estadounidense, musicólogo y director de orquesta de ópera barroca. 
Después de realizar estudios de postgrado en la Universidad de Illinois (PhD, 1960), donde escribió su tesis doctoral sobre la música para teclado de Sweelinck, estudió en Ámsterdam con Gustav Leonhardt, con quien posteriormente grabó una serie de conciertos de Bach para los múltiples clavecines. En los años 1960 y 1970 hizo una serie de grabaciones pioneras de música para clave solista, entre las que figuran discos dedicados a la música para teclado de Rameau y las obras de Johann Sebastian Bach, entre ellos una famosa serie de las Variaciones Goldberg interpretadas en un clavecín construido en 1728 por Christian Zell.
Después de una carrera académica dividida entre la Universidad de Berkeley y Europa, Curtis ha dedicado sus esfuerzos a la puesta en escena de la música dramática desde Monteverdi hasta Mozart. Como estudiante en la década de 1950 fue el primer clavecinista moderno que abordó el problema de los preludios sin compás de Louis Couperin para clavecín y posteriormente ha recreado óperas de compositores como Monteverdi y Rameau con instrumentos de la época y coreografías auténticas.
Encargó la reconstrucción tanto del primer chitarrone y la primera clave cromática que se ha construido en el siglo XX, y en una producción de Admeto de Händel (1978) hizo el primer intento de revivir la orquesta de la ópera de Hände,l incluido el uso del ahora ampliamente aceptado archilaúd.
En 1979 Curtis fundó, en Ámsterdam, el conjunto «Il Complesso Barocco», que se ha especializado en la interpretación de ópera y oratorios barrocos.
En 2012 recibió el IV Premio Traetta 2012 por la Traetta Society por su labor y su pasión en el redescubrimiento del patrimonio musical europeo.